# In the Army Now (lied)
"In the Army Now" is een nummer, oorspronkelijk van het Nederlandse zangduo Bolland & Bolland. Wereldwijd is het nummer echter het meest bekend geworden door de coverversie van de Britse rockband Status Quo.

## Achtergrond
De originele versie van Bolland & Bolland werd in november 1981 op single uitgebracht, en was behalve in Nederland ook in Scandinavië een succes. In Noorwegen en Finland haalde de plaat daar de nummer 1-positie in de hitlijsten.
De versie van Status Quo werd op 22 september 1986 eerst in het Verenigd Koninkrijk en Ierland op single uitgebracht en is afkomstig van het gelijknamige studioalbum gelijknamige album. In november dat jaar volgde het Europese vasteland.
Deze versie haalde in thuisland het Verenigd Koninkrijk de tweede plaats in de UK Singles Chart. In Nederland bereikte de plaat de 11e positie in de Nederlandse Top 40 en de 15e positie in de Nationale Hitparade. In België bereikte de single de 15e positie van de Vlaamse Radio 2 Top 30.
Op 26 september 2010 nam Status Quo een nieuwe versie van het lied op, samen met een legerkoor. Dit was een benefietactie waarvan de opbrengst geheel naar de British Forces Foundation en Help for Heroes ging.

## Hitnoteringen

### Bolland & Bolland
| Lijst                             | Hoogste positie |
| --------------------------------- | --------------- |
| Finland (Suomen virallinen lista) | 1               |
| Noorwegen (VG-lista)              | 1               |
| Zweden (Sverigetopplistan)        | 2               |
| Zuid-Afrika (Springbok Radio)     | 9               |

### NPO Radio 2 Top 2000
You're in the Army Now (Bolland & Bolland) stond alleen in 1999 in de NPO Radio 2 Top 2000, op plek 1507.

### Status Quo
| Lijst                                  | Hoogste positie |
| -------------------------------------- | --------------- |
| Oostenrijk (Ö3 Austria Top 40)         | 1               |
| België (Ultratop 50, Vlaanderen)       | 15              |
| België (Radio 2 Top 30)                | 12              |
| Finland (Suomen virallinen lista)      | 20              |
| Frankrijk (SNEP                        | 2               |
| Duitsland (Musikmarkt Top 100)         | 1               |
| Ierland (IRMA)                         | 1               |
| Nederland (Nederlandse Top 40)         | 11              |
| Nederland (Nationale Hitparade)        | 15              |
| Noorwegen (VG-lista)                   | 2               |
| Polen (LP3)                            | 1               |
| Spanje (AFYVE)                         | 2               |
| Zweden (Sverigetopplistan)             | 6               |
| Zwitserland (Schweizer Hitparade)      | 1               |
| Verenigd Koninkrijk (UK Singles Chart) | 2               |

| Nummer met noteringen in de NPO Radio 2 Top 2000 | '00 | '01 | '02  | '03  | '04  | '05  | '06  | '07  | '08  | '09  | '10  | '11  | '12  | '13  | '14  | '15 | '16  | '17  | '18  | '19  | '20  | '21  | '22  | '23  | '24  |
| ------------------------------------------------ | --- | --- | ---- | ---- | ---- | ---- | ---- | ---- | ---- | ---- | ---- | ---- | ---- | ---- | ---- | --- | ---- | ---- | ---- | ---- | ---- | ---- | ---- | ---- | ---- |
| In the Army Now                                  | 992 | 900 | 1365 | 1498 | 1692 | 1295 | 1547 | 1824 | 1545 | 1909 | 1855 | 1728 | 1556 | 1809 | 1908 | -   | 1842 | 1860 | 1852 | 1542 | 1449 | 1453 | 1562 | 1786 | 1908 |

1. ↑  Een '-' betekent dat het nummer niet was genoteerd en een vetgedrukt getal geeft de hoogste notering aan.
2. ↑  2000 was het eerste jaar met een notering voor dit nummer.

## Andere covers
In 2022 coverde Viktorie Surmová het nummer, samen met gitarist en drummer Dan Friml.